# Новоберезовка (Аромашевський район)
Новобере́зовка (рос. Новоберёзовка) — село у складі Аромашевського району Тюменської області, Росія.
Населення — 609 осіб (2010, 746 у 2002).
Національний склад станом на 2002 рік:
- росіяни — 97 %